# Evangelische Kirche Burg (Herborn)

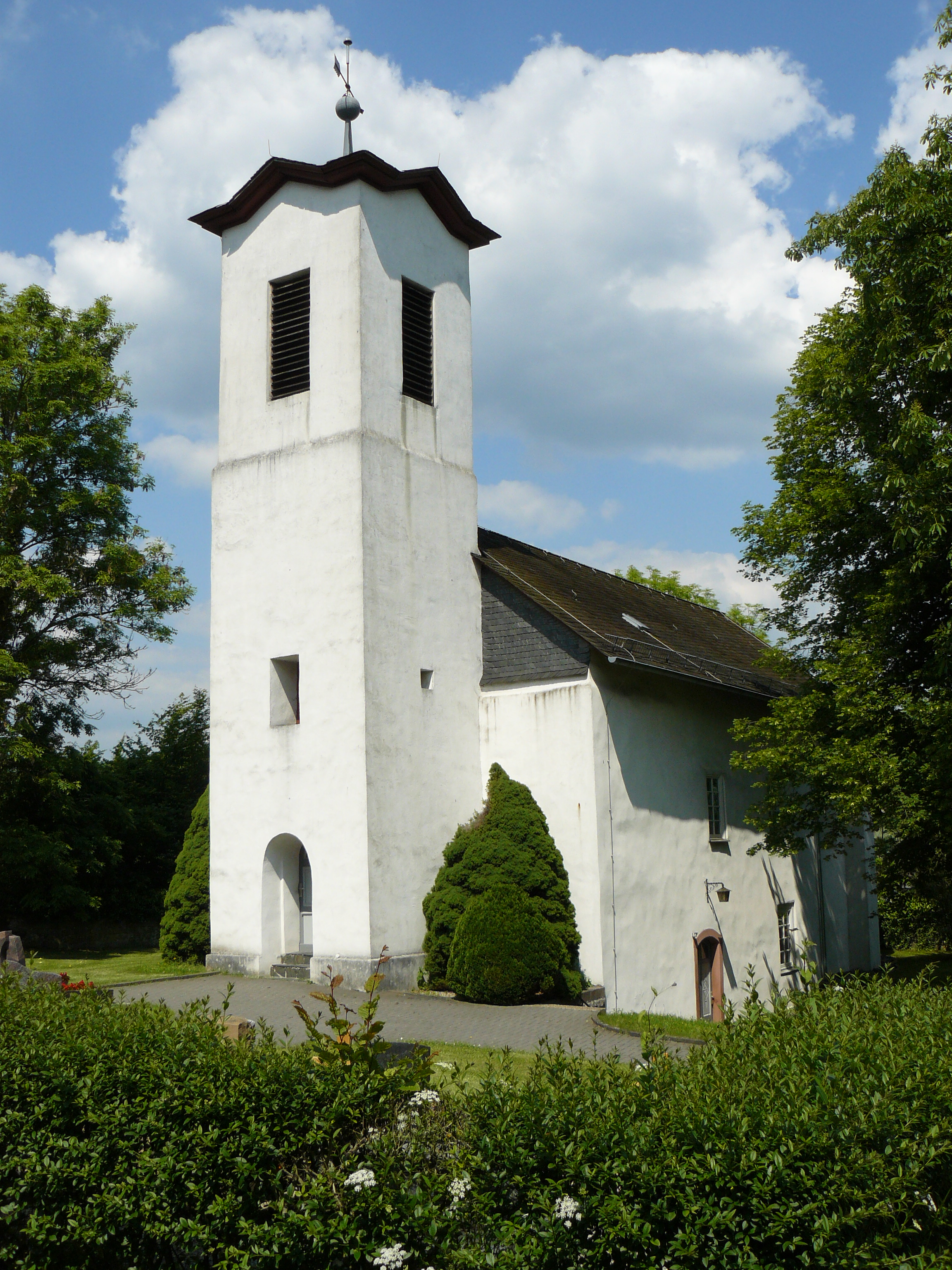
Die Burger Kirche auf dem Breiten Berg

Die evangelische Kirche ist ein denkmalgeschütztes Kirchengebäude in Burg, einem Ortsteil von Herborn im Lahn-Dill-Kreis (Hessen). Sie gehört zur Kirchengemeinde Ambachtal im Dekanat an der Dill in der Propstei Nord-Nassau der Evangelischen Kirche in Hessen und Nassau. 

## Geschichte
Der Saalbau mit gleich breiter romanischer Apsis steht auf einem steilen Felsen über der Dill. Um 1840 wurde er stark erneuert und ein sehr schlanker Westturm wurde angebaut. Der Westturm, dessen umlaufendes Dachgesims jeweils einen flachen Giebel bildet, stammt aus den Jahren von 1837 bis 1839. Die tiefe Westempore setzt sich auf der Südseite hakenförmig fort.
Auf dem Kirchberg lag die mittelalterliche Burg. Sie wurde im 13. Jahrhundert durch die nassauischen Grafen zerstört. Zu dieser Zeit sicherte sie die Stammburg der mit den nassauischen Grafen im Kampf um die Landeshoheit befindlichen Dernbacher im oberen Aartal. Bei Wegearbeiten oberhalb der Burger Kirche wurden 1964 Mauerreste der alten Burg festgestellt. Dabei handelte es sich wahrscheinlich „um Turmfundamente mit einem Treppchen“.

## Orgel
Die Orgel in der Evangelischen Kirche Burg wurde 1963 von der Orgelbaufirma E. F. Walcker & Cie. in Ludwigsburg gebaut. Die Orgel verfügt über zehn Register, die auf zwei Manuale und Pedal verteilt sind, mit insgesamt 482 Pfeifen. Sie hat folgende Disposition:
| I Manual C– |    |
| Gedeckt     | 8′ |
| Prinzipal   | 4′ |
| Mixtur I–II |    |

| II Manual C– |       |
| Gemshorn     | 8′    |
| Rohrflöte    | 4′    |
| Prinzipal    | 2′    |
| Quinte       | 1 ⁄3′ |

| Pedal C–  |     |
| Subbass   | 16′ |
| Choralbaß | 4′  |
| Trompete  | 8′  |